# Peggy Whitson

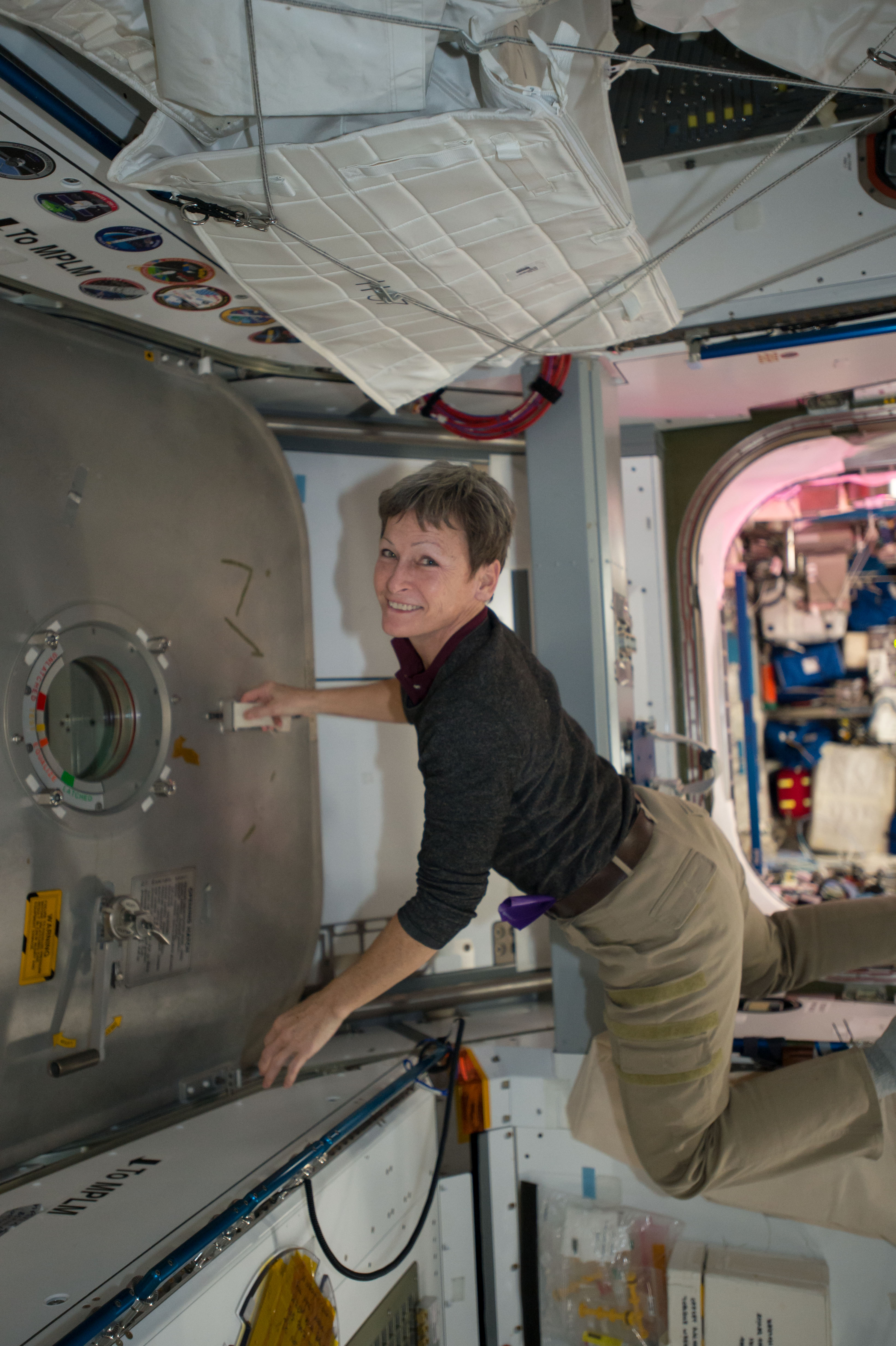
Peggy Whitson w module Harmony stacji ISS (grudzień 2016)

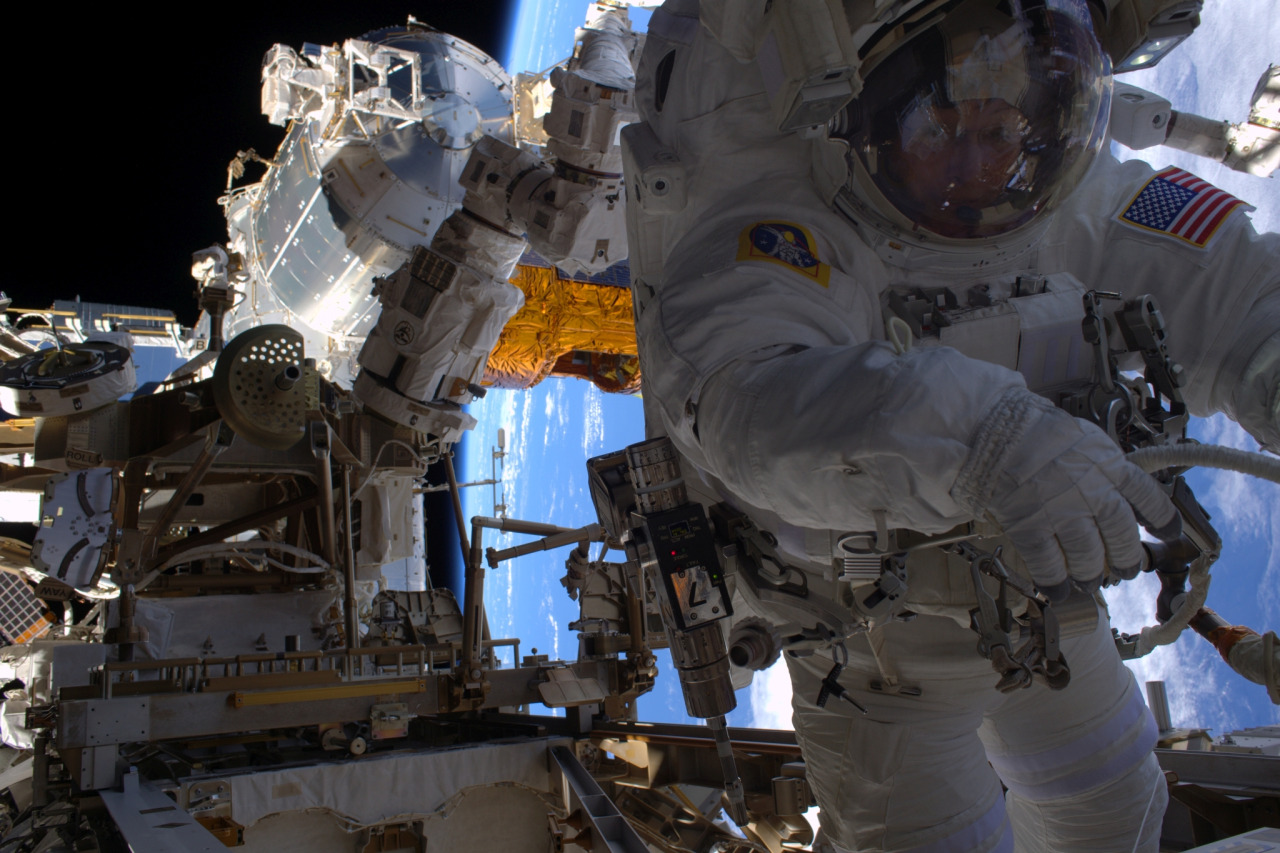
Astronautka w trakcie jej siódmego spaceru kosmicznego (styczeń 2017)

Peggy Annette Whitson (ur. 9 lutego 1960 w Mount Ayr w stanie Iowa) – doktor biochemii, amerykańska astronautka. Pierwsza kobieta, która dowodziła Międzynarodową Stacją Kosmiczną (ISS). Rekordzistka wśród kobiet pod względem najdłuższego łącznego pobytu w kosmosie oraz pod względem łącznej długości odbytych spacerów kosmicznych (EVA). Rekordzistka wśród astronautów USA pod względem łącznego czasu spędzonego w kosmosie. Startując po raz trzeci w kosmos w 2016 roku została też najstarszą kobietą, która odbyła lot kosmiczny.

## Wykształcenie oraz praca zawodowa
- 1978 – ukończyła szkołę średnią (Community High School) w Mount Ayr, stan Iowa.
- 1981 – zdobyła licencjat z biologii i chemii na Iowa Wesleyan College. Później rozpoczęła pracę na Uniwersytecie Rice w Houston.
- 1985 – na wspomnianej uczelni otrzymała stopień doktora w dziedzinie biochemii.
- 1986-1988 – pracowała w NASA w Centrum Lotów Kosmicznych imienia Lyndona B. Johnsona w Houston, stan Teksas.
- 1988-1989 – była oddelegowana do firmy KRUG International, ściśle współpracującej z NASA, gdzie kierowała zespołem realizującym prace badawcze w dziedzinie biochemii.
- 1989-1993 – w Centrum Kosmicznym im. Johnsona pracowała w oddziale badań biomedycznych. Ponadto od 1991 przez prawie 7 lat współpracowała z Wydziałem Medycyny Uniwersytetu Teksas (University of Texas Medical Branch). Była adiunktem przy katedrach Interny oraz Biochemii i Genetyki. Równolegle w latach 1991-1992 zajmowała się razem z innymi specjalistami przygotowaniem eksperymentów medycznych realizowanych podczas misji STS-47. Później była członkiem amerykańsko-rosyjskiego zespołu, który przygotował eksperymenty z zakresu medycyny kosmicznej. Zrealizowano je w czasie lotu 18 i 19 stałej załogi stacji kosmicznej Mir oraz podczas wypraw STS-60, STS-63 i STS-71.
- 1993-1996 – była zastępcą szefa Wydziału Nauk Medycznych Centrum Kosmicznego im. Johnsona.
- 1997 – została adiunktem w Laboratorium Biochemii i Inżynierii Genetycznej Uniwersytetu Rice.

## Kariera astronauty
- 1996 – 1 maja była jednym z 17 kandydatów, których przyjęto podczas naboru do 16 grupy astronautów NASA.
- 1998 – zakończyła dwuletni kurs przygotowawczy uzyskując kwalifikacje specjalisty misji. Po przeszkoleniu otrzymała przydział do Biura Astronautów NASA do wydziału planowania operacyjnego (Operations Planning Branch). Do 1999 pracowała w Rosji jako kierownik grupy wspierającej proces szkolenia astronautów.
- 1999 – w lipcu weszła w skład załogi rezerwowej 3 wyprawy na Międzynarodową Stację Kosmiczną oraz podstawowej 5 ekspedycji na ISS. Dowódcą tej załogi był Walerij Korzun, a inżynierem pokładowym Siergiej Treszczow.
- 2001 – 3 lipca trójkę astronautów włączono do załogi misji STS-111.
- 2002 – od czerwca do grudnia przebywała na pokładzie ISS w składzie 5 stałej załogi stacji.
- 2003-2005 – posiadała status astronauty-menedżera i pracowała jako zastępca szefa Biura Astronautów.
- 2005 – w marcu przywrócono jej status aktywnego astronauty oraz powierzono kierowanie w Biurze Astronautów Wydziałem Eksploatacji Stacji Kosmicznej (Station Operations Branch). Pod koniec roku włączona została do grupy astronautów przygotowywanych do lotów na Międzynarodową Stację Kosmiczną. Członkowie tego zespołu mieli wejść do załóg 15, 16 i 17 wyprawy na stację. Początkowo razem z Jurijem Malenczenką, a później z Claytonem Andersonem tworzyli załogę zapasową 14 misji.
- 2006 – w sierpniu Roskosmos i NASA mianowały Whitson dowódcą 16 i 17 wyprawy na ISS. Miała wystartować w październiku 2007 na pokładzie Sojuz TMA-11, a powrócić na Ziemię w czerwcu 2008 razem z załogą misji STS-119.
- 2007 – 13 lutego NASA ogłosiła zmianę wspomnianych planów i ostatecznie astronautka została dowódcą 16 stałej załogi. Wystartowała 10 października 2007 wraz z Jurijem Malenczenką i pierwszym astronautą Malezji (Sheikh Muszaphar Shukor) na pokładzie statku Sojuz TMA-11. Podczas tej misji została pierwszą kobietą, która dowodziła stacją ISS[2].
- 2008 – 19 kwietnia po 191-dniowym locie powróciła na Ziemię. Ustanowiła rekord łącznego czasu spędzonego w kosmosie przez amerykańskiego astronautę. Jest też rekordzistką łącznego czasu spędzonego w kosmosie wśród kobiet.
- 2009 – w październiku została szefem Biura Astronautów, funkcję tę sprawowała do lipca 2012.
- 2015 – w lutym NASA ogłosiła, że Whitson odbędzie kolejny, trzeci lot kosmiczny na ISS jako członek Ekspedycji 50 i 51[2].
- 2016 – 17 listopada poleciała w kosmos na pokładzie statku Sojuz MS-03, dwie doby później statek zacumował do ISS[3].
- 2017 – od 30 marca jest rekordzistką wśród kobiet pod względem łącznej długości odbytych spacerów kosmicznych (pobiła rekord Sunity Williams), nowy rekord to 53 godziny i 22 minuty (8 spacerów)[4]. Na początku kwietnia NASA ogłosiła, że misja Whitson ulegnie przedłużeniu o trzy miesiące i potrwa do września[5]. Od 24 kwietnia Whitson znów jest rekordzistką wśród astronautów USA pod względem łącznego czasu spędzonego w kosmosie (poprzedni rekord należał do Jeffreya Williamsa[6]. Astronautka wróciła na Ziemię na pokładzie Sojuza MS-04 3 września[7].

## Loty kosmiczne
- STS-111 (Endeavour F-18);   Ekspedycja 5;   STS-113 (Endeavour F-19)

Swój pierwszy lot w kosmos Peggy Whitson rozpoczęła 5 lipca 2002 na pokładzie wahadłowca Endeavour jako specjalista misji (MS-3). Wyprawą STS-111 dowodził Kenneth Cockrell. Funkcję pilota pełnił Paul Lockhart, a specjalistami misji byli Philippe Perrin (MS-1), Franklin Chang-Díaz (MS-2) oraz pozostali członkowie 5 ekspedycji na ISS Walerij Korzun (MS-4) i Siergiej Trieszczow (MS-5). 7 czerwca wahadłowiec przycumował do Międzynarodowej Stacji Kosmicznej. Po przejściu astronautów na pokład ISS oficjalnie doszło do przekazania kompleksu orbitalnego nowej ekipie. 15 czerwca wahadłowiec odłączył się od stacji. Na Ziemię powróciła nim czwarta ekspedycja w składzie: Jurij Onufrijenko, Carl Walz i Daniel Bursch. Członkowie piątej stałej ekspedycji kontynuowali eksperymenty, które rozpoczęli ich poprzednicy oraz realizowali własny program lotu. Wiele miejsca poświęcono badaniom medycznym nad skutkami długotrwałego przebywania człowieka w przestrzeni kosmicznej. Poza tym astronauci zajmowali się m.in. testowaniem platformy przemieszczającej się wzdłuż struktury kratownicy. Podczas piątej wyprawy kratownica została rozbudowana o dwa kolejne elementy. 16 sierpnia 2002 Whitson razem z Walerijem Korzunem przez blisko 4,5 godziny pracowała na zewnątrz stacji orbitalnej. W tym czasie astronauci zamontowali m.in. warstwę ochronną na module Zwiezda. 7 grudnia 2002 załoga powróciła na Ziemię na pokładzie wahadłowca Endeavour realizującego misję STS-113. Whitson przebywała w kosmosie przez blisko 185 dni.

## Odznaczenia i nagrody
- dyplom pochwalny NASA (NASA Certificate of Commendation) w 1994
- trzykrotnie medal NASA „Za wyjątkowe zasługi” (NASA Exceptional Service Medal) – trzykrotnie (1995, 2003, 2006)
- nagroda im. Randolpha Lovelace’a II przyznana przez Amerykańskie Towarzystwo Astronautyczne (American Astronautical Society Randolph Lovelace II Award – 1995)
- nagroda za osiągnięcia grupowe w programie Shuttle-Mir (Group Achievement Award for Shuttle-Mir Program – 1996)
- medal NASA „Za lot kosmiczny” (NASA Space Flight Medal – 2002)
- medal NASA „Za wybitne przywództwo” (NASA Outstanding Leadership Medal – 2006)
- nagrody NASA za osiągnięcia naukowe: NASA Tech Brief Award (1995), NASA Space Act Board Award – dwukrotnie (1995, 1998), NASA Silver Snoopy Award (1995), NASA Space Act Award for Patent Application, NASA Sustained Superior Performance Award (1990)
- Medal „Za zasługi w podboju kosmosu” (2011, Rosja)[8]
- Universal Astronaut Insignia za lot orbitalny (nr 419) – Stowarzyszenie Uczestników Lotów Kosmicznych (Association of Space Explorers(inne języki))[9]

## Wykaz lotów
| Loty kosmiczne, w których uczestniczyła Peggy A. Whitson               | Loty kosmiczne, w których uczestniczyła Peggy A. Whitson | Loty kosmiczne, w których uczestniczyła Peggy A. Whitson | Loty kosmiczne, w których uczestniczyła Peggy A. Whitson | Loty kosmiczne, w których uczestniczyła Peggy A. Whitson | Loty kosmiczne, w których uczestniczyła Peggy A. Whitson        | Loty kosmiczne, w których uczestniczyła Peggy A. Whitson |
| №                                                                      | Data startu                                              | Statek kosmiczny                                         | Data lądowania                                           | Statek kosmiczny                                         | Funkcja                                                         | Czas trwania                                             |
| ---------------------------------------------------------------------- | -------------------------------------------------------- | -------------------------------------------------------- | -------------------------------------------------------- | -------------------------------------------------------- | --------------------------------------------------------------- | -------------------------------------------------------- |
| 1                                                                      | 5 czerwca 2002                                           | STS-111 Endeavour F-18                                   | 7 grudnia 2002                                           | STS-113 Endeavour F-19                                   | Specjalista misji (MS-3)                                        | 184 dni 22 godziny 14 minut i 23 sekundy                 |
| 2                                                                      | 10 października 2007                                     | Sojuz TMA-11                                             | 19 kwietnia 2008                                         | Sojuz TMA-11                                             | Inżynier pokładowy Sojuza, dowódca 16. ekspedycji na ISS.       | 191 dni 19 godzin 7 minut i 5 sekund                     |
| 3                                                                      | 17 listopada 2016                                        | Sojuz MS-03                                              | 3 września 2017                                          | Sojuz MS-04                                              | Inżynier pokładowy Sojuza i ISS, dowódca 51. ekspedycji na ISS. | 289 dni 5 godzin 1 minuta i 31 sekund                    |
| 4                                                                      | 21 maja 2023                                             | Crew Dragon Freedom                                      | 31 maja 2023                                             | Crew Dragon Freedom                                      | dowódca misji Axiom–2 na ISS                                    | 9 dni 5 godzin i 26 minut                                |
| 5                                                                      | 25 czerwca 2025                                          | Crew Dragon Grace                                        | 15 lipca 2025                                            | Crew Dragon Grace                                        | dowódca misji Axiom–4 na ISS                                    | 20 dni 2 godziny i 59 minut                              |
| Łączny czas spędzony w kosmosie — 707 dni 15 godzin 51 minut 59 sekund |                                                          |                                                          |                                                          |                                                          |                                                                 |                                                          |